# Liga de Voleibol Superior Masculino 1993
La Liga de Voleibol Superior Masculino 1993 si è svolta nel 1993: al torneo hanno partecipato 12 franchigie portoricane e la vittoria finale è andata per la tredicesima volta, la sesta consecutiva, ai Changos de Naranjito.

## Regolamento
La competizione vede le dodici franchigie partecipanti affrontarsi senza un calendario rigido fino ad arrivare a venti incontri ciascuna:
- Le prime cinque classificate accedono direttamente ai play-off, strutturati in un round-robin dal quale le prime due classificate accedono alla finale scudetto;
- La sesta e la settima classificata si affrontano in gara unica per il sesto ed ultimo posto nei play-off.

## Squadre partecipanti[1]
| - Bucaneros de Arroyo - Cafeteros de Yauco - Caribes de San Sebastián - Changos de Naranjito - Criollos de Caguas - Gigantes de Adjuntas | - Guayacanes de Guayanilla - Leones de Ponce - Llaneros de Toa Baja - Patriotas de Lares - Plataneros de Corozal - Playeros de San Juan |

## Campionato

### Regular season

#### Classifica[1]
| Pos. | Squadra                  | Pt | G  | V  | P  | SV | SP | Ratio | PF | PS | Ratio |
| ---- | ------------------------ | -- | -- | -- | -- | -- | -- | ----- | -- | -- | ----- |
| 1    | Playeros de San Juan     | 36 | 20 | 18 | 2  |    |    |       |    |    |       |
| 2    | Changos de Naranjito     | 36 | 20 | 18 | 2  |    |    |       |    |    |       |
| 3    | Patriotas de Lares       | 26 | 20 | 13 | 7  |    |    |       |    |    |       |
| 4    | Caribes de San Sebastián | 26 | 20 | 13 | 7  |    |    |       |    |    |       |
| 5    | Cafeteros de Yauco       | 24 | 20 | 12 | 8  |    |    |       |    |    |       |
| 6    | Plataneros de Corozal    | 22 | 20 | 11 | 9  |    |    |       |    |    |       |
| 7    | Gigantes de Adjuntas     | 22 | 20 | 11 | 9  |    |    |       |    |    |       |
| 8    | Leones de Ponce          | 16 | 20 | 8  | 12 |    |    |       |    |    |       |
| 9    | Criollos de Caguas       | 10 | 20 | 5  | 15 |    |    |       |    |    |       |
| 10   | Llaneros de Toa Baja     | 10 | 20 | 5  | 15 |    |    |       |    |    |       |
| 11   | Guayacanes de Guayanilla | 6  | 20 | 3  | 17 |    |    |       |    |    |       |
| 12   | Bucaneros de Arroyo      | 6  | 20 | 3  | 17 |    |    |       |    |    |       |

| Ai play-off scudetto | Gara di spareggio |

### Gara di spareggio[1]
|  | Finale scudetto |                       |   |  |
|  |                 |                       |   |  |
|  | 6               | Plataneros de Corozal | 3 |  |
|  | 7               | Gigantes de Adjuntas  | ? |  |

### Play-off[1]

#### Round-robin
| Pos. | Squadra                  | G | V | P | SV | SP | Ratio | PF | PS | Ratio |
| ---- | ------------------------ | - | - | - | -- | -- | ----- | -- | -- | ----- |
| 1    | Changos de Naranjito     | 9 | 8 | 1 |    |    |       |    |    |       |
| 2    | Plataneros de Corozal    | 9 | 7 | 2 |    |    |       |    |    |       |
| 3    | Playeros de San Juan     | 7 | 3 | 4 |    |    |       |    |    |       |
| 4    | Caribes de San Sebastián | 8 | 4 | 4 |    |    |       |    |    |       |
| 5    | Patriotas de Lares       | 9 | 3 | 6 |    |    |       |    |    |       |
| 6    | Cafeteros de Yauco       | 8 | 0 | 8 |    |    |       |    |    |       |

| In finale scudetto |

#### Finale
|  | Finale                |                       |                       |                       |   |   |   |   |   |   |  |
|  |                       |                       |                       |                       |   |   |   |   |   |   |  |
|  | Changos de Naranjito  | Changos de Naranjito  | Changos de Naranjito  | Changos de Naranjito  | ? | ? | ? | ? | 3 | ? |  |
|  | Plataneros de Corozal | Plataneros de Corozal | Plataneros de Corozal | Plataneros de Corozal | ? | ? | ? | ? | ? | ? |  |